# ناغ
ناغ هو صاروخ موجه مضاد للدروع ، أطلق وانس هندي من الجيل الثالث يبلغ مداه بين 500 متر و 20 كم ولديه احتمال 90% إصابة من أول طلقة.